# La Petite Lucie
 (août 2022).
Si vous disposez d'ouvrages ou d'articles de référence ou si vous connaissez des sites web de qualité traitant du thème abordé ici, merci de compléter l'article en donnant les références utiles à sa vérifiabilité et en les liant à la section « Notes et références ».
La Petite Lucie est le personnage emblématique du dessinateur Joan Spiess. Elle est créée en 1988, afin de combler des « trous » dans le fanzine Cartonnoïde réalisé par des étudiants en Beaux-Arts et par Joan, fraîchement diplômé. Petite punkette, née d'une contrainte technique, à même la maquette à la colle et au ciseau, elle n'a ni nez ni oreilles. En 1993, Joan fonde avec Eric Cartier les éditions Stakhano. La Petite Lucie y continue sa vie sous forme de strips dans trois livrets, de bd dans des livres de voyages : La Petite Lucie en Turquie - 1989, La petite Lucie en Tchécoslovaquie - 1990, La légende de Lucie - 1992, Road movie - 1993, Lucie Horror picture Show - 1994.

## Histoire
En 1991, l'éditeur allemand, U-Comix, publie le premier les strips de la Petite Lucie.
En 1993, La Sirène publie Premier round, une compilation de strips, de bds, et les premiers jeux de Joan.
En 1994, La Petite Lucie, sous le titre de Joue avec la Petite Lucie, commence sa longue carrière dans le journal Spirou n° 2923, qui s'achève avec le n° 4272 en 2020.
Toujours dans Spirou, sont publiés 5 planches de gags sous le nom de Rions avec la petite Lucie en 1996.
En 2001, 2003 et 2004, Albin Michel publie trois tomes de Jeux, gags et bricolages, des compilations de jeux parus dans le journal Spirou.
En octobre 2011, après quelques mois de pochettes de disques en pochettes de disques, Lucie in the skeud parait dans les bacs des disquaires et des libraires, grâce à 12bis éditions. Une exposition tourne régulièrement en Europe.
En 2012, parait, dans Spirou, le mini récit Les 12 travaux de Lucie.
En 2018, Dupuis compile à son tour des jeux avec la Petite Lucie sous le titre de Jeux à points et coloriages de la Petite Lucie.
Le journal Spirou, sous forme de livrets détachables, publie des extraits de carnets de voyages avec la Petite Lucie.
Bikini Editions, reprend les trois carnets dans leurs entiers pour en faire un livre en 2022, La Petite Lucie en Asie.